# 켄 윌버

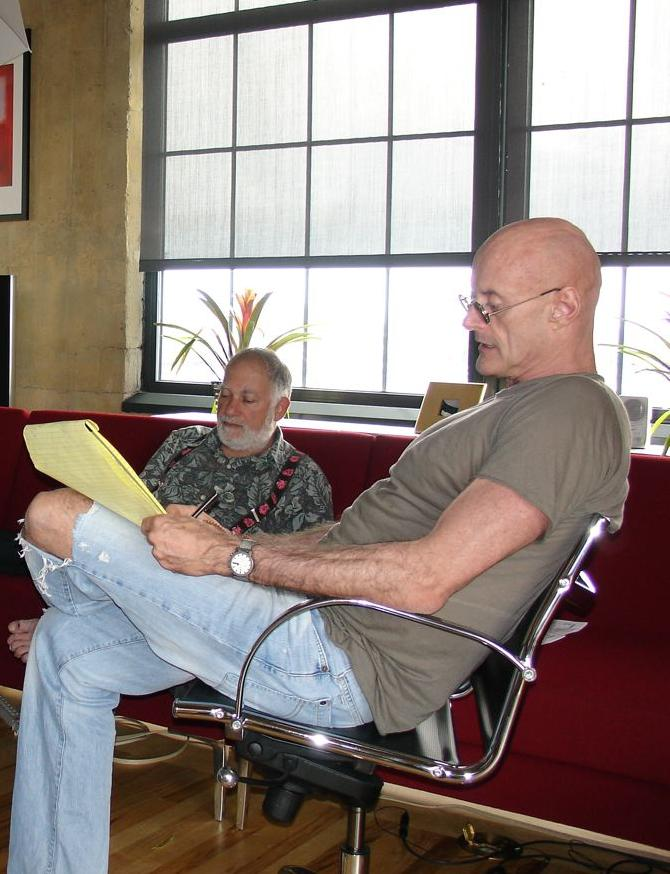
켄 윌버

켄 윌버(Ken Wilber, 1949년 1월 31일 ~ )는 미국의 작가이자 사상가이다.

## 같이 보기
- 니콜라이 하르트만
- 정신권